# Mars danubien
Apatura metis
Espèce
Le Mars danubien ou Petit Mars oriental (Apatura metis) est une espèce paléarctique de lépidoptères de la famille des Nymphalidae et de la sous-famille des Apaturinae.

## Systématique
L'espèce Apatura metis a été décrite sous ce nom par l'entomologiste allemand Christian Friedrich Freyer en 1829.

### Sous-espèces
- Apatura metis metis en Europe, région du Danube.
- Apatura metis bunea Heriich-Schäffer, 1845 ; en Russie.
- Apatura metis doii Kawazoe et Wakabayachi, 1977 ; dans les îles Kouriles
- Apatura metis heijona Matsumura, 1928 ; en Corée.
- Apatura metis irtyshika Korshunov, 1982 ; dans le sud-ouest de la Sibérie et au Kazakhstan.
- Apatura metis separata Tuzov, 2000 ; en Corée.
- Apatura metis substituta Butler, 1873)  ; au Japon[1]

## Noms vernaculaires
- en français : le Mars danubien, le Petit Mars oriental
- en anglais : Freyer's purple emperor
- en néerlandais : Oostelijke weerschijnvlinder

## Description

### Imago
C'est un  papillon de taille moyenne au dessus marron orné de bandes orange à reflets violets chez le mâle ce qui le fait ressembler en plus petit au Petit mars changeant.
Le revers est marron orangé avec une bande blanche discontinue.

### Chenille
Les œufs pondus isolément sur des feuilles donnent des chenilles qui soit se nymphosent, soit passent au stade de chenilles brunes prêtes à hiverner.

## Biologie

### Période de vol et hivernation
L'imago vole de mai à septembre en deux générations. Il se nourrit du miellat des arbres et vole près de leur sommet. Il ne descend que pour trouver de l'humidité, du miellat d'arbustes ou des excréments.

### Plantes hôtes
Les plantes hôtes sont des saules et des peupliers, en particulier Populus tremula et Populus nigra.

## Écologie et distribution
Il est présent le long du Danube en Autriche, Hongrie, Slovénie, Serbie, Grèce et Turquie d'Europe puis en Asie jusqu'à la Corée et le Japon.

### Biotope
Il affectionne les berges boisées plantées de saules matures.

## Protection
Le Mars danubien est une espèce protégée ; il est inscrit sur la liste des insectes strictement protégés de l'annexe 2 de la  Convention de Berne et sur la liste des insectes strictement protégés de l'annexe IV de la Directive Habitats du Conseil de l'Europe concernant la conservation des habitats naturels ainsi que de la faune et de la flore sauvages du 21 mai 1992.